# Erythrocercus livingstonei
El monarca de Livingston (Erythrocercus livingstonei) es una especie de ave paseriforme de la familia Erythrocercidae propia del sureste de África.

## Distribución y hábitat

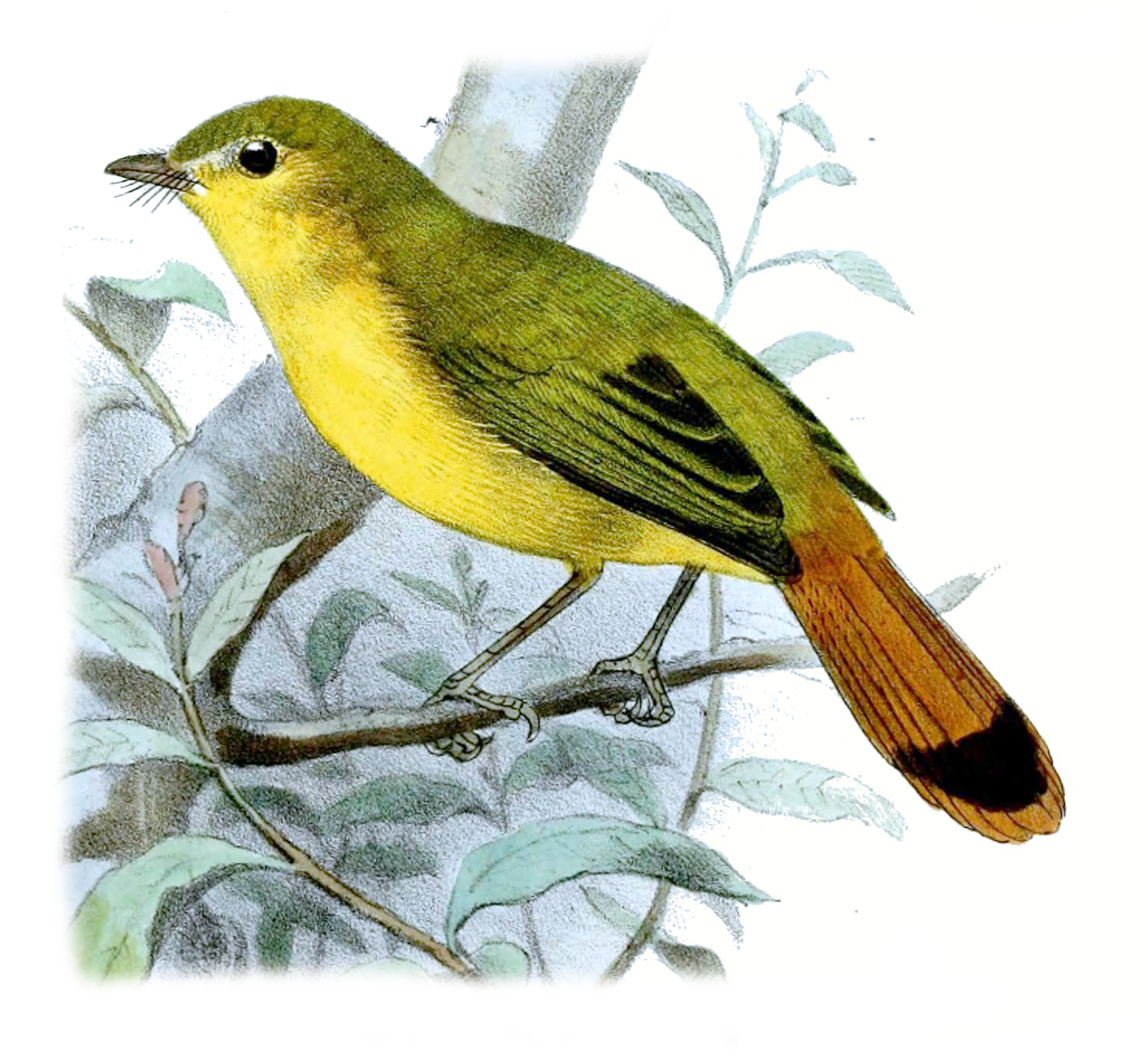
Ilustración por Joseph Smit

Se encuentra en Malaui, Mozambique, Tanzania, Zambia, y Zimbabue.
Sus hábitats naturales son los bosques secos subtropicales o tropicales y las zonas arbustivas húmedas subtropicales o tropicales.